# Paco Roca
Paco Roca, właśc. Francisco Martínez Roca (ur. 1969 w Walencji) – hiszpański artysta komiksowy, autor pasków komiksowych, powieści graficznych oraz ilustracji reklamowych.

## Życiorys
Od dzieciństwa czytał komiksy, takie jak Asterix i Obelix, Blueberry i Tintin. Oprócz tych klasyków komiksu wpływ na niego miał także styl autorów komiksów, takich jak Richard Corben, Carlos Giménez czy Frank Miller.
Studiował w Escuela de Arte y Superior de Diseño de Valencia, a następnie pracował w agencji reklamowej. Choć jego twórczość koncentruje się na komiksie, zajmuje się również ilustracją oraz prowadzeniem wykładów i warsztatów. Jako ilustrator tworzył plakaty, okładki książek, murale i kampanie społeczne dla różnego rodzaju wydarzeń, publikacji i klientów, zwłaszcza organizacji pozarządowych.
Na bazie wydanego w 2007 komiksu Arrugas (wyd. polskie: Zmarszczki, 2023) stworzono pełnometrażowy film animowany Dyskretne uroki starości (hiszp. Arrugas), którą swoją światową premierę miał 19 września 2011.

## Twórczość

### Komiksy
- El juego lúgubre (2000)
- El Faro (2004; wyd. polskie: Latarnia, 2010[9])
- La casa (2005; wyd. polskie: Dom, 2021[10])
- Arrugas (2007; wyd. polskie: Zmarszczki, 2023[7])
- El Invierno del Dibujante (2011)
- Los Surcos del Azar (2013; wyd. polskie: Koleje losu, 2021[9])
- Regreso al Edén (2020; wyd. polskie: Powrót do Edenu, 2022[11])
- El abismo del olvido (2023; wyd. polskie Otchłań zapomnienia, 2024[12])